# ورق‌پاره‌های زندان
ورق‌پاره‌های زندان نام کتابی از بزرگ علوی (۱۳ بهمن ۱۲۸۲، تهران – ۲۸ بهمن ۱۳۷۵ برلین) ملقب به آقا بزرگ علوی نویسندهٔ واقع‌گرا، سیاست‌مدار چپ‌گرا، روزنامه‌نگار نوگرا و استاد زبان فارسی ایرانی) است که محتوای آن در سالهای ۱۳۱۷ و ۱۳۲۰ در زندان قصر نوشته شده‌است.

## پیشکش
این ورق پاره‌ها  را به فداکارترین و از خودگذشته‌ترین زنی که من در زندگی خود دیده‌ام، به خواهر عزیزم، «بدری علوی» پیشکش می‌کنم. 

## محتوا
این کتاب در سال‌هایی که بزرگ علوی در زندان قصر به سر می‌برده روی ورق‌پاره‌هایی همچون کاغذ قند و کاغذ سیگار اشنو و غیره و به دور از چشم مأموران زندان نوشته شده‌است. به غیر از مقدمهٔ کوتاه آن، کتاب از چهار بخش با عناوین «پادنگ»، «ستارهٔ دنباله‌دار»، «انتظار» و «عفو عمومی» تشکیل شده‌است.

## انتشار
این کتاب در سال‌های مختلف چندین بار به چاپ رسیده‌است. در سال ۱۳۸۶، انتشارات نگاه این کتاب را منتشر کرده و در سال ۱۳۹۸ به چاپ پنجم رسیده‌است.

## به زبان‌های دیگر
این کتاب به انگلیسی ترجمه و در کتابی از دونه رفعت به نام The Prison Papers of Bozorg Alavi منتشر شده است.

## ساختار کتاب
- مقدمه
- پادنگ
- ستاره دنباله‌دار
- انتظار
- عفو عمومی
- رقص مرگ [۴]